# SEVEN RINGS IN HAND:SONIC AND THE SECRET RINGS ORIGINAL SOUNDTRACK
『SEVEN RINGS IN HAND:SONIC AND THE SECRET RINGS ORIGINAL SOUNDTRACK』(セヴン・リングズ・イン・ハンド:ソニックと秘密のリング・オリジナル・サウンドトラック)は、2007年3月15日に発売された、Wii用ゲームソフト「ソニックと秘密のリング」（以降、ひみリン）に使用されたサウンドトラック。

## 内容
- ひみリンに使用された様々なBGMが収録されている。
- Disc1はステージBGMがメイン収録されている。Disc2はイベントBGMとパーティーモードBGMがメイン収録されている。
- 表題曲はメインテーマソング「Seven Rings in Hand」。Steve Conteがメインテーマを担当することとなった。

## 収録曲

### Adventure Disc (Disc1)
1. Seven Rings In Hand
メインテーマと最終ボスのテーマソング
2. The Lost Prologue
アクションステージ「ロストプロローグ」BGM
3. Let The Speed Mend It
アクションステージ「サンドオアシス」BGM
4. Poison Spear
ボスステージ「サンド・スコーピオン」BGM
5. The Wicked Wild
アクションステージ「ダイナソージャングル」BGM
6. The Palace That Was Found
アクションステージ「イビルファウンドリー」BGM
7. How It Started
ボスステージ「イフリート・ゴーレム」BGM
8. High And Broken
アクションステージ「レビテイテッドルーイン」BGM
9. No Way Through
アクションステージ「パイレーツストーム」BGM
10. Blue On The Run
ボスステージ「キャプテン・ベモス」BGM
11. The White Of Sky
アクションステージ「スケレトンドーム」BGM
12. Unawakening Float
アクションステージ「ナイトパレス」BGM
13. It Has Come To This
ボスステージ「イレイザー・ジン」BGM
14. Worth A Chance
エンディングテーマ

### Treasure Disc (Disc2)
1. The Last Palace
2. Sandstorm
3. Power Of The Ring
4. Misgiving
5. Judgment
6. Ali Baba & Sinbad Rescued!
7. Shimmer Of Hot Air
8. The Legendary Blue Hedgehog
9. His Fate
10. Shimmer Of Hot Air "Heartbeat"
11. King Of King
12. The Promise
13. Shimmer Of Hot Air "Rage"
14. Miss You
15. Revive
16. Character Serect [sic]
17. Advertise
18. Party Dress
19. Yellow Sneakers
20. Blue Shirt
21. Violin Beginner's Class
22. Violin Middle Class
23. Violin Higher's Class
24. White Gloves
25. Pull On It!
26. Purple Pants
27. Worth A Chance - Original Version -

## ラインナップ

### 作曲
床井健一 （Disc1 - 1、3、6、7、9、12、13 / Disc2 - 12、24）
熊谷文恵 （Disc1 - 2、4、5、8、10、11、14 / Disc2 -　9、14、16～23、25～27）
小林秀聡 （Disc2 - 1、15）
岡元清郎 （Disc2 - 2、4、7、10、13）
Le Club Bachraf - 竹間淳、松田嘉子、のみやたかこ （Disc2 - 3、5、8）

### Seven Rings in Hand (1-1)
作詞：runblebee
作曲：床井健一
歌：Steve Conte
ヴォーカル：Steve Conte
コーラス：Sizzle Ohtaka
エレクトリックギター：森竹忠太郎 & Oz Noy
ベース：Will Lee
ドラムス：Clint De Ganon

### Worth A Chance (1-14)
作詞：runblebee
作曲：熊谷文恵
歌：Steve Conte
ヴォーカル & アカウスティックギター：Steve Conte
アカウスティックピアノ：Philippe Saisse
ベース：Will Lee
ドラムス：Clint De Ganon